# Иван Петров (полковник, р. 1863)
Вижте пояснителната страница за други личности с името Иван Петров.
Иван Петров Петров е български офицер, полковник, един от героите на Балканската война (1912 – 1913).

## Биография
Роден е в Котел на 19 юли 1863 или 19 юни 1864. По време на Руско-турската война 1977 – 78 г. в дома на баща му е отсядал руският император Александър ІІ. Завършва Военното училище в София през 1884 г. със защита на дипломната си работа „Едновременната фортификация“. Военната си кариера започва като командир на 7-и пехотен Преславски полк в Шумен. После е преместен на служба в Русе. Тук създава семейство и построява къща, която е запазена и до днес на бул. „Придунавски“ № 14 и ъгъла на ул. „Баба Тонка“. Загива геройски на 17 октомври 1912 година, предвождайки 3-та и 4-та дружини от своя полк в атака по левия фланг на турските войски, разположени на източния бряг на река Соуджак дере.

## Битката при Бунархисар
Балканската война го заварва като командир на 5-и пехотен Дунавски полк в Русе. На този пост той е назначен на 8 март 1912 г. Участва в сраженията на българската войска при Бунархисар и Люлебургас. В настъпателната операция от 16 до 20 октомври 1912 г. фронтът приближава до Цариград. Под командването на полк. Петров, 5-и пехотен Дунавски полк води тежки боеве по линията с. Соуджак – с. Евренджик, където 3-та и 4-та дружина, отстояват на най-ожесточения огън на противника. Поради нервностойността на силите полк. Петров на три пъти иска подкрепления. Загива половината от личния състав, както и част от офицерите, и войниците започват да отстъпват. На 17 октомври 1912 г. около 9,30 часа е ранен с куршум във врата, но отказва да бъде отведен в превързочния пункт и продължава да ръководи боя. В 10,00 часа с извадена сабя вдига в атака „Дивните Дунавци“, но този път е фатално пронизан от 5 куршума в главата и гърдите.
Погребан е в двора на българската църква в Бунар Хисар, заедно с командира на 8-а рота капитан Карамаждраков и поручик Панов от 15-а рота. Военният клуб в Русе носи името на полковник Иван Петров.

## Военни звания
- Подпоручик (30 август 1884)
- Поручик (30 август 1886)
- Капитан (1889)
- Майор (1901)
- Подполковник (1905)
- Полковник